# Факахина
Факахина (фр. Fakahina), или Каина (Kaīna) — атолл в архипелаге Туамоту (Французская Полинезия). Расположен в 75 км к востоку от атолла Фангатау.

## География
Площадь Факахина составляет около 8 км². В центре расположена лагуна, полностью окружённая сушей и изолированная от океанических вод.

## История
Атолл был открыт в 1824 году русским путешественником Отто Евстафьевичем Коцебу, который назвал Факахина атолл Предприятие.

## Административное деление
Административно входит в состав коммуны Фангатау.

## Население
В 2007 году численность населения атолла составляла 131 человек. Главное поселение — деревня Тарионе.